# Actiosaurus
Actiosaurus ("sentido da costa" lagarto) é um extinto gênero de réptil descrita pela primeira vez por Henri Sauvage em 1883. Pouco se sabe sobre ele, é considerado um nomen dubium. Originalmente descrito como um dinossauro, é agora amplamente considerado como um ictiossauro.